# 伯里敦 (特拉華州)
伯里敦（英語：Berrytown）是位於美國特拉華州肯特縣的一個非建制地區。該地的面積和人口皆未知。

## 地理
伯里敦的座標為39°00′45″N 75°35′39″W / 39.0125°N 75.5942°W，而該地的平均海拔高度為18米（即59英尺）。